# Мария Грубешлиева
Мария Иванова Грубешлиева е българска поетеса и писателка, народна деятелка на културата (1969).

## Биография
Родена е на 13 юни 1900 година в град Кюстендил, България, като Мария Иванова Жибарова. Баща ѝ Иван Жибаров, офицер от Българската армия, умира, когато Мария е още малка. Според самата Мария Грубешлиева майка ѝ е имала мания по аристократизма, високи очаквания от дъщеря си и се отнасяла с презрение към феминистките. Мария е привлечена към музиката, театъра и пътуванията, но по желание на майка ѝ се жени веднага след като завършва гимназия за офицера Божил Грубешлиев. Грубешлиев има юридическа работа в Атина, където Мария започва да се занимава с писане. В 1925 година публикува стихотворения във „Вестник на жената“.
Първата ѝ стихосбирка „Хляб и вино“ излиза в 1930 година. Самата Мария Грубешлиева я описва като дневник на самотната неразбрана жена. Критиката отбелязва тромавостта на изказа и неяснотата на лирическата идентичност. В 1931 година Грубешлиева става членка на Клуба на българските писателки. За втората си книга в 1931 година получава награда от Министерството на просвещението.
В същата 1931 година напуска мъжа си, за да започне връзка с левия журналист и писател Людмил Стоянов, като оставя детето си Леонид Грубешлиев на майка си.
Сътрудничи на периодичните издания „Хиперион“, „Вестник на жената“, „Студентска борба“, „Детски свят“, „Щит“, „Литературен преглед“, „Кормило“ и др. Член-учредител на Съюза на трудово-борческите писатели (1931). Издава стихосбирките „Стрели“ (1935), „Мост“ (1937) и „Улица“ (1942).
Приобщава се към антифашисткия културен фронт. Пише разкази и повести, в които отразява борбата срещу фашизма. Участва в работата на Международния конгрес на писателите за защита на мира и културата в Мадрид и Валенсия в 1937 година по време на Гражданската война в страната. Плод на преживяното в република Испания е репортажната ѝ книга „Какво видях в Испания“. 
След пътуването си в Испания, Грубешлиева изоставя сантименталното вторачване в аза и започва да описва градската беднота, дехуманизиращия модерен бит и социалната несправедливост. Това положително развитие е признато от Съюза на българските писатели, който я кани за своя членка.
В годините на Втората световна война е интернирана с Людмил Стоянов в Пазарджик и Сомовит.
След Деветосептемврийския преврат от 1944 година, от септември 1956 година до 1970 година завежда отдел „Белетристика“ в списание „Пламък“. Пише стихове за строителството на социализма, за СССР, борбата за мир и стихове за деца. Превежда на български език творби от Джордж Байрон, Лев Толстой и други.
Умира на 31 януари 1970 година в София.

## Филмография
- Звън на кристал (1985)
- Синята лампа (1974), 10 серии – (в 10 с. „Разходка с мустанг“) - сценарист на „Разходка с мустанг“ е Марко Семов